# امنیت و ایمنی هسته‌ای

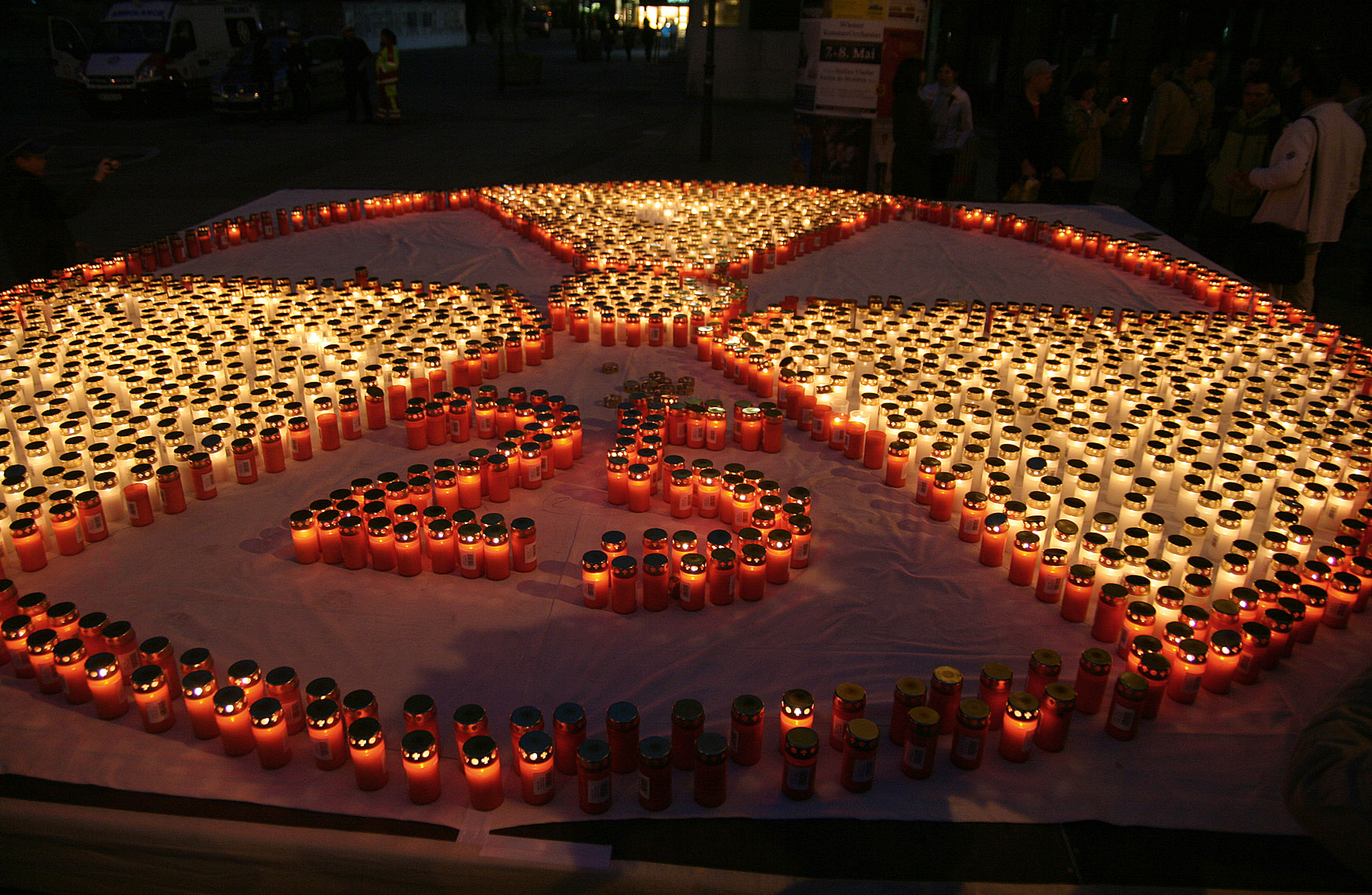
۲۰۰۰ شمع افروخته در یادمان ۲۵ سالگی فاجعه چرنوبیل و حادثه نیروگاه فوکوشیما.

ایمنی هسته‌ای مجموعه‌ای از قواعد، اصول و علومی هستند که جهت ایمن نگه داشتن مراکز، تاسیسات و فعالیت‌های مربوط به فناوری هسته‌ای باید رعایت شوند. حوادث مرتبط با فعالیت‌های هسته‌ای به دلیل اثر مهلک و طولانی مدت بر انسان‌ها و طبیعت باید از ضریب ایمنی بالایی برخوردار باشند. از مهمترین حوادث هسته‌ای می‌توان به حادثه چرنوبیل و نیروگاه فوکوشیما اشاره کرد که موجب کشته شدن ده‌ها نفر و نشر آلودگی‌های بسیار خطرناک هسته‌ای در طبیعت گردید.